# Tour de l'illa de Chongming
El Tour de Chongming Island (oficialment: 环崇明岛女子国际公路自行车赛) és un conjunt de curses ciclistes que es disputen a la Xina. Actualment només es disputen les proves femenines, però la primera edició hi havia una de masculina. La cursa transcorre entre l'illa de Chongming i Xangai.
- Tour of Chongming Island: (2006). Masculina per etapes
- Tour of Chongming Island Time Trial: (2007-2009). Femenina contrarellotge
- Tour of Chongming Island: (2007-). Femenina per etapes (forma part de la UCI Women's WorldTour)
- Tour of Chongming Island World Cup: (2010-2015). Femenina d'un dia (formava part de la Copa del Món)

## Tour of Chongming Island (masc.)
| Any  | Vencedor         | Segon         | Tercer       |
| ---- | ---------------- | ------------- | ------------ |
| 2006 | Robert McLachlan | Nolan Hoffman | Tobias Erler |

## Tour of Chongming Island Time Trial
| Any  | Vencedora        | Segona          | Tercera          |
| ---- | ---------------- | --------------- | ---------------- |
| 2007 | Yong Li Liu      | Meifang Li      | Ellen van Dijk   |
| 2008 | Meifang Li       | Li Wang         | Yong Li Liu      |
| 2009 | Bridie O'Donnell | Svitlana Haliuk | Madeleine Sandig |

## Tour of Chongming Island (fem.)
| Any  | Vencedora           | Segona               | Tercera            |         |
| ---- | ------------------- | -------------------- | ------------------ | ------- |
| 2007 | Li Meifang          | Ellen van Dijk       | Belinda Goss       |         |
| 2008 | Li Meifang          | Meng Lang            | Sha Hui            |         |
| 2009 | Chloe Hosking       | Marlen Jöhrend       | Zhao Na            |         |
| 2010 | Ina-Yoko Teutenberg | Kirsten Wild         | Rochelle Gilmore   |         |
| 2011 | Ina-Yoko Teutenberg | Annemiek van Vleuten | Monia Baccaille    |         |
| 2012 | Melissa Hoskins     | Monia Baccaille      | Liesbet De Vocht   |         |
| 2013 | Annette Edmondson   | Chloe Hosking        | Lucy Garner        |         |
| 2014 | Kirsten Wild        | Shelley Olds         | Giorgia Bronzini   |         |
| 2015 | Kirsten Wild        | Roxane Fournier      | Annalisa Cucinotta |         |
| 2016 | Chloe Hosking       | Huang Ting-ying      | Leah Kirchmann     |         |
| 2017 | Jolien D'Hoore      | Kirsten Wild         | Chloe Hosking      |         |
| 2018 | Charlotte Becker    | Shannon Malseed      | Anastasia Chursina |         |
| 2019 | Lorena Wiebes       | Jutatip Maneephan    | Lotte Kopecky      |         |
| 2020 | suspesa             | suspesa              | suspesa            | suspesa |
| 2021 | suspesa             | suspesa              | suspesa            | suspesa |
| 2022 | suspesa             | suspesa              | suspesa            | suspesa |
| 2023 | Chiara Consonni     | Mylene de Zoete      | Daria Pikulik      |         |
| 2024 | Marta Lach          | Mylene de Zoete      | Scarlett Souren    |         |
| 2025 |                     |                      |                    |         |

## Tour of Chongming Island World Cup
| Any  | Vencedora          | Segona            | Tercera          |
| ---- | ------------------ | ----------------- | ---------------- |
| 2010 | Ina Teutenberg     | Kirsten Wild      | Rochelle Gilmore |
| 2011 | Ina Teutenberg     | Lizzie Armitstead | Charlotte Becker |
| 2012 | Shelley Olds       | Melissa Hoskins   | Monia Baccaille  |
| 2013 | Tetyana Riabchenko | Giorgia Bronzini  | Amy Pieters      |
| 2014 | Kirsten Wild       | Elena Cecchini    | Giorgia Bronzini |
| 2015 | Giorgia Bronzini   | Kirsten Wild      | Fanny Riberot    |